# Ácido tuberculoesteárico
El ácido tuberculoesteárico es un ácido graso saturado producido por las bacterias Actinomycetales. El nombre "ácido tuberculoesteárico" se acuñó porque se aisló por primera vez en 1927 de la bacteria Mycobacterium tuberculosis.